# Liste der Baudenkmale in Osterheide
In der Liste der Baudenkmale in Osterheide sind alle Baudenkmale des niedersächsischen gemeindefreien Bezirks Osterheide im Landkreis Heidekreis aufgelistet. Der Stand der Liste ist das Jahr 2021.

## Osterheide
Der gemeindefreie Bezirk Osterheide umfasst den westlichen Teil des Truppenübungsplatzes Bergen. Zu diesem Gebiet gehören die Siedlungen Oerbke, Ostenholz und Wense, in diesen Siedlungen befinden sich die Baudenkmale. Ebenfalls befindet sich in diesem Bezirk die Sieben Steinhäuser.

## Oerbke
| Lage                                                 | Bezeichnung              | Beschreibung | ID       | Bild |
| ---------------------------------------------------- | ------------------------ | --- | -------- | ---- |
| Fallingbostler Straße 11 52° 51′ 14″ N, 9° 43′ 33″ O | Speicher                 | | 32786043 | BW   |
| Fallingbostler Straße 18 52° 51′ 10″ N, 9° 43′ 34″ O | Wohn-/Wirtschaftsgebäude | | 32786065 | BW   |
| Fallingbostler Straße 22 52° 51′ 12″ N, 9° 43′ 47″ O | Speicher                 | | 32786929 | BW   |
| Gillweg 3 52° 51′ 7″ N, 9° 43′ 30″ O                 | Wohnhaus                 | | 32785884 | BW   |
| Gillweg 9 52° 51′ 2″ N, 9° 43′ 31″ O                 | Hof                      | Das Wohnwirtschaftsgebäude des Hofes wurde in der zweiten Hälfte des 18. Jahrhunderts erbaut und seitdem mehrmals verändert.                                                 | 32688780 | BW   |
| Hartemer Weg 52° 50′ 52″ N, 9° 42′ 16″ O             | Mahnmal                  | Das Mahnmal gedenkt der Kinder von Kriegsgefangenen und unbekannter Toten.                                                                                                   | 32785946 | BW   |
| Marquardsfeld 52° 51′ 41″ N, 9° 43′ 44″ O            | Ehrenfriedhof            | Auf dem Ehrenfriedhof liegen 30.000 bis 40.000 fast ausschließlich sowjetische Kriegsgefangene. Für diese Toten stehen hier 90 Grabsteine. Angelegt wurde der Friedhof 1941, | 32785795 |      |
| Marquardsfeld 52° 51′ 41″ N, 9° 43′ 44″ O            | Entlausungsanstalt       | | 32787055 | BW   |

## Ostenholz
| Lage                                              | Bezeichnung              | Beschreibung | ID       | Bild |
| ------------------------------------------------- | ------------------------ | ------------ | -------- | ---- |
| Am Söhnholz 22 52° 46′ 6″ N, 9° 42′ 49″ O         | Wohn-/Wirtschaftsgebäude |              | 32786087 | BW   |
| Am Söhnholz 23 52° 46′ 7″ N, 9° 43′ 26″ O         | Wohn-/Wirtschaftsgebäude |              | 32786295 | BW   |
| Bennhorner Weg 2 52° 46′ 31″ N, 9° 43′ 42″ O      | Speicher                 |              | 32787013 | BW   |
| Esseler Damm 2 52° 46′ 26″ N, 9° 43′ 24″ O        | Gaststätte               |              | 32786562 | BW   |
| Hauptstraße 2 52° 46′ 20″ N, 9° 43′ 47″ O         | Wohn-/Wirtschaftsgebäude |              | 32786645 | BW   |
| Hauptstraße 4 52° 46′ 21″ N, 9° 43′ 44″ O         | Wohn-/Wirtschaftsgebäude |              | 32786623 | BW   |
| Hauptstraße 6 52° 46′ 23″ N, 9° 43′ 40″ O         | Wohn-/Wirtschaftsgebäude |              | 32786585 | BW   |
| Hauptstraße 21 52° 46′ 30″ N, 9° 43′ 8″ O         | Wohn-/Wirtschaftsgebäude |              | 32786156 | BW   |
| Im Katzenhagen 1 52° 46′ 11″ N, 9° 43′ 18″ O      | Wohn-/Wirtschaftsgebäude |              | 32786538 | BW   |
| Im Katzenhagen 1a 52° 46′ 10″ N, 9° 43′ 16″ O     | Arbeiterwohnhaus         |              | 32786846 | BW   |
| Kirchweg 52° 46′ 31″ N, 9° 43′ 18″ O              | Kirche                   |              | 32786866 |      |
| Kirchweg 4 52° 46′ 30″ N, 9° 43′ 17″ O            | Kirchhof                 |              | 32786888 |      |
| Kirchweg 4 52° 46′ 31″ N, 9° 43′ 16″ O            | Wohn-/Wirtschaftsgebäude |              | 32785860 | BW   |
| Kirchweg 4 52° 46′ 31″ N, 9° 43′ 16″ O            | Stall                    |              | 43297252 | BW   |
| Kirchweg 4 52° 46′ 31″ N, 9° 43′ 16″ O            | Kriegerdenkmal           |              | 32786209 |      |
| Meyerberg 1 52° 46′ 31″ N, 9° 43′ 34″ O           | Wohnhaus                 |              | 32786667 | BW   |
| Meyerberg 3 52° 46′ 34″ N, 9° 43′ 33″ O           | Wohnhaus                 |              | 32786431 | BW   |
| Meyerberg 4 52° 46′ 33″ N, 9° 43′ 36″ O           | Wohnhaus                 |              | 32786689 | BW   |
| Westenholzer Straße 52° 46′ 20″ N, 9° 43′ 6″ O    | Friedhof                 |              | 32787180 | BW   |
| Westenholzer Straße 1 52° 46′ 28″ N, 9° 43′ 20″ O | Wohn-/Wirtschaftsgebäude |              | 32785749 | BW   |
| Westenholzer Straße 1 52° 46′ 28″ N, 9° 43′ 18″ O | Speicher                 |              | 32786245 | BW   |
| Westenholzer Straße 7 52° 46′ 18″ N, 9° 43′ 3″ O  | Hof                      |              | 32785773 | BW   |

### Wense
| Lage                                          | Bezeichnung              | Beschreibung                                                                                        | ID       | Bild |
| --------------------------------------------- | ------------------------ | --------------------------------------------------------------------------------------------------- | -------- | ---- |
| Am Sandberg 1 52° 55′ 7″ N, 9° 48′ 59″ O      | Wohnhaus                 | | 32786973 | BW   |
| Am Sandberg 2 52° 55′ 18″ N, 9° 48′ 53″ O     | Scheune                  | | 32786905 | BW   |
| Am Sandberg 3 52° 55′ 6″ N, 9° 48′ 59″ O      | Wohnhaus                 | | 32786389 | BW   |
| Am Sandberg 3 52° 55′ 6″ N, 9° 48′ 59″ O      | Speicher                 | | 32786366 | BW   |
| Am Sandberg 3 52° 55′ 6″ N, 9° 48′ 59″ O      | Erdkeller                | | 32786263 | BW   |
| Am Sandberg 4 52° 55′ 17″ N, 9° 48′ 54″ O     | Wohnhaus                 | | 32785836 | BW   |
| Am Sandberg 6 52° 55′ 13″ N, 9° 48′ 58″ O     | Wohnhaus                 | | 32785816 | BW   |
| Am Sandberg 8 52° 55′ 12″ N, 9° 48′ 59″ O     | Wohn-/Wirtschaftsgebäude | | 32786486 | BW   |
| Am Sandberg 10 52° 55′ 9″ N, 9° 48′ 59″ O     | Wohnhaus                 | | 32786135 | BW   |
| Am Sandberg 10 52° 55′ 10″ N, 9° 48′ 59″ O    | Speicher                 | | 32785906 | BW   |
| Am Sandberg 10 52° 55′ 9″ N, 9° 49′ 0″ O      | Scheune                  | | 32785926 | BW   |
| Am Sandberg 12 52° 55′ 8″ N, 9° 48′ 58″ O     | Wohnhaus                 | | 32786993 | BW   |
| Am Sandberg 12 52° 55′ 9″ N, 9° 48′ 59″ O     | Speicher                 | | 32786114 | BW   |
| Am Sandberg 14 52° 55′ 7″ N, 9° 48′ 58″ O     | Hof                      | | 32786951 | BW   |
| Am Sandberg 16 52° 55′ 5″ N, 9° 48′ 58″ O     | Wohnhaus                 | | 32786344 | BW   |
| Forstweg 52° 55′ 18″ N, 9° 49′ 17″ O          | Kapelle                  | Friedrich Wilhelm von der Wense (1654–1699) baute die Kapelle. Sie wurde 1672 feierlich eingeweiht. | 32785991 |      |
| Forstweg/Steindamm 52° 55′ 20″ N, 9° 49′ 6″ O | Brunnen                  | | 32786322 |      |
| Forstweg 2 52° 55′ 14″ N, 9° 49′ 17″ O        | Herrenhaus               | 1907 von Hilmer von der Wense (1864–1928) erbaut, heute Sitz des Bundesforstamtes                   |          |      |